# بيلي بارنز
بيلي بارنز (بالإنجليزية: Billy Barnes)‏ (20 مايو 1879 بلندن في المملكة المتحدة - 1 يناير 1962) هو مدرب كرة قدم ولاعب كرة قدم بريطاني (وحمل سابقاً جنسية المملكة المتحدة لبريطانيا العظمى وأيرلندا) في مركز الهجوم. لعب مع شيفيلد يونايتد وكوينز بارك رينجرز ونادي ساوثيند يونايتد ونادي لوتون تاون ووست هام يونايتد وThames Ironworks F.C. ‏.

## وصلات خارجية
- بيلي بارنز على موقع عالم كرة القدم.نت (الإنجليزية)